# Higher-Order Perl
Higher-Order Perl: Transforming Programs with Programs (ISBN 1-55860-701-3), это книга о языке программирования Perl, которую написал Марк Джейсон Доминус с целью научить Perl-программистов, имеющих опыт программирования на C и работы в UNIX использованию техник, характерных для языков функционального программирования, таких, как  Лисп  Эти техники доступны и в Перле, но не слишком широко известны. Книга также известна под аббревиатурой HOP. Предварительным названием книги было Perl Advanced Techniques Handbook.
Книга написана живым английским языком и ориентирована на опытных Perl-программистов.
В июне 2013 издательство China Machine Press опубликовало перевод книги на китайский язык.
В 2008 году автор открыл бесплатный доступ к полному тексту книги в форматах MOD (модификация POD) и PDF.

## Оглавление
1. Recursion and callbacks (Рекурсия и callbackи)
2. Dispatch tables (Таблицы переходов[англ.])
3. Caching and memoization (Кэширование и мемоизация)
4. Iterators (Итераторы)
5. From recursion to iterators (От рекурсии к итераторам)
6. Infinite streams (Бесконечные потоки)
7. Higher-order functions and currying (Функции высшего порядка и каррирование)
8. Parsing (Синтаксический анализ)
9. Declarative programming (Декларативное программирование)